# Barcelona Metròpolis
Barcelona Metròpolis (anteriorment Barcelona Metròpolis Mediterrània) és una revista d’informació i pensament, fundada l’any 1986 i editada per l’Ajuntament de Barcelona, amb periodicitat trimestral. Els seus continguts fomenten el debat al voltant de les ciutats des d’una perspectiva tant local com global, abordant els temes més punyents de l’actualitat urbanística, tecnològica, social, econòmica i cultural.

## El dossier central
L’anàlisi en profunditat és la senya d’identitat de Barcelona Metròpolis. En cada número, persones expertes locals i internacionals de prestigi tracten, sempre des del vessant urbà, un tema relacionat amb l’actualitat de cada moment i hi contraposen visions i opinions per tal de generar debat. La intel·ligència artificial, les crisis múltiples que pateix l’adolescència, el model energètic, les bretxes digitals, l’atenció a la dependència, les noves espiritualitats que han sorgit fruit de la crisi de les religions, la necessitat d’un nou model alimentari o les violències urbanes han protagonitzat l’anàlisi central dels darrers números.
Entre les plomes prestigioses que hi han publicat recentment s'hi troben les de Yuval Noah Harari, Peter Singer, Marcel Coderch, Ramon López de Mántaras i Badia, Nuria Oliver Ramírez, Antonio Turiel, Cristina Monge, Pedro Olalla, Karma Peiró, Genís Roca, Victòria Camps, Lourdes Beneria i Farré, Vandana Shiva, Gustavo Duch, Carolyn Steel, Joan Herrera i David Bueno, entre moltes altres.

## Altres continguts
A banda del dossier temàtic, Barcelona Metròpolis inclou, en cada número, dues entrevistes a personatges de l’esfera cultural, científica i del pensament, a més de reportatges sobre les transformacions urbanes i un apartat dedicat a l’anàlisi de dades i dels indicadors que prenen el pols a la ciutat. La cultura hi té un apartat propi, on es parla de noves tendències i es genera debat al voltant de fenòmens emergents, com han estat, en els darrers números, l’obertura de noves llibreries a la ciutat de Barcelona, la reformulació del contingut i el paper dels museus, la fascinació pel true crime i l’auge del còmic. El Relat, que signa una autora o un autor reconeguts, és un dels espais de prestigi de la publicació, que sempre tanca les seves planes.

## Les fases històriques
Primera etapa. Biblioteca de cultura urbana (1986-2007)
El periodista Joan-Anton Benach va dirigir durant dues dècades la publicació, que va néixer amb el nom de Barcelona. Metròpolis Mediterrània (B.MM), en un moment en què la ciutat es preparava per rebre els Jocs Olímpics de 1992. Les seves pàgines van reflectir-ne la gran transformació urbanística i van plasmar fites com la metamorfosi del front marítim o el naixement del nou districte 22@. Aquesta etapa transcorre entre els números 1 i 69.
Segona etapa. Revista d’informació i pensament urbans (2007-2012)
Va ser l’any 2007, quan va assumir-ne la direcció el catedràtic de filosofia Manuel Cruz, que la publicació va adoptar la seva denominació actual de Barcelona Metròpolis, amb el subtítol de “Revista d’informació i pensament urbans”. En aquesta fase, que va dels números 70 al 84, la revista es va editar en català i castellà, amb capçaleres diferenciades, tot contemplant la ciutat com un fenomen que reflecteix, en l’àmbit local, les transformacions que tenen lloc a escala global.
Tercera etapa. Capital en transformació (2012-2017)
Sota la direcció de l’editor i escriptor Bernat Puigtobella i amb un nou redisseny, la revista va passar a publicar-se en tres llengües —català, castellà i anglès— dins d’un mateix volum, entre els números 85 i 107. La capçalera va incorporar el subtítol “Capital en transformació” i el contingut va adoptar el propòsit d’acompanyar la ciutat en el seu canvi. La potenciació de l’edició digital i de la presència a les xarxes socials hi va donar un nou impuls.
Quarta etapa. Barcelona Metròpolis (2018-actualitat)
Des del 2018 la direcció recau en la periodista Milagros Pérez Oliva, coincidint amb un altre redisseny de la revista, que estrena format i espai digital. En aquesta nova etapa, els continguts enforteixen la vessant més reflexiva i l’estímul del debat ciutadà sobre les grans qüestions que marquen el nostre avenir. La revista s'edita en paper —en català— i en format digital —en català, castellà i anglès.